# Ferrocarril Circumbaikal
El Ferrocarril Circumbaikal (rus: Кругобайка́льская желе́зная доро́га, Krugobaikàlskaia jeléznaia doroga o simplement Кругобайка́лка, Krugobaikalsa, abreviat "КБЖД") és una línia ferroviària històrica a l'óblast d'Irkutsk a Rússia. Recorre un petit tram de la costa nord a l'extrem sud del llac Baikal, des de la població de Sliudianka fins a Port Baikal. Fins a mitjan segle xx, aquest tram formava part de la línia principal del Ferrocarril Transsiberià, però posteriorment es va construir un traçat alternatiu per a poder-lo evitar. En conseqüència, antigament la denominació de Circumbaikal s'aplicava a tot el tram del ferrocarril Transsiberià situat a la vora del Baikal, fins a Bàbuixkin, ja a Buriàtia.
A causa de les dificultats del terreny, sovint és considerat una fita única per l'enginyeria, i en qualsevol cas, el Circumbaikal és un dels indrets pintorescos de l'àrea del Baikal.

## Història
Quan el Ferrocarril Transsiberià va ser dissenyat es va dividir en set seccions. Una d'elles era la Circumbaikal, que estava definida com el tram entre Irkutsk i Missovaia (actualment Bàbuixkin) a la riba sud-est del llac Baikal.

### Trams cap al llac

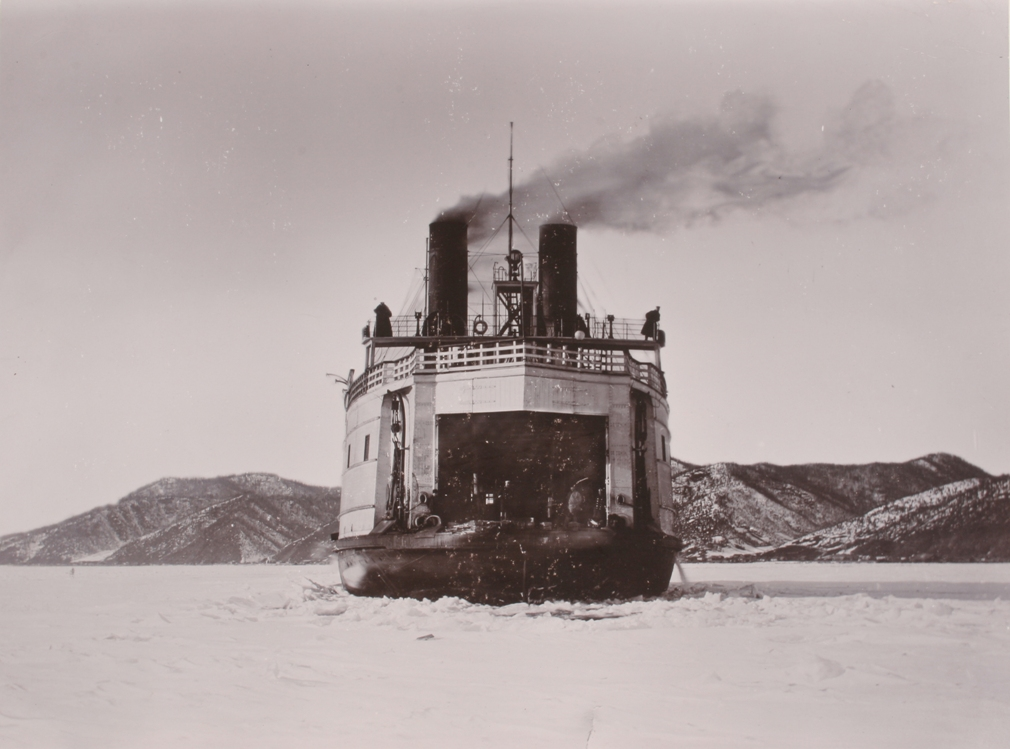
El trencaglaç Baikal fent el servei de transbordador ferroviari

Els primers estudis es van conduir l'any 1894 per a fer la primera part d'aquesta secció, des d'Irkutsk al llac Baikal. La proposta inicial era fer un pont sobre el riu Angarà a Irkutsk i anar fins al llac seguint la riba dreta (est) del riu perquè la riba esquerra tenia un terreny més difícil i estava més construïda. Més endavant es va descartar aquesta opció per les dificultats que comportava el pont per a creuar un riu tan subjecte a fluctuacions i glaciacions. Per tant, es va decidir construir aquest tram del ferrocarril seguint el costat esquerre (oest) del riu.
La construcció del ferrocarril al llarg del riu Angarà des d'Irkutsk a Port Baikal va durar de 1896 a 1900, amb un cost d'uns tres milions i mig de rubles. Mentrestant, a l'est del llac es va completar el ferrocarril des de Srétensk fins a Missovaia a la costa del Baikal. Això va coincidir amb l'acabament de les obres a la resta de seccions del Transsiberià (a través de la branca transmanxuriana) i es va creure necessari inaugurar immediatament la connexió ferroviària al llarg de tota la línia, de Moscou a Vladivostok. Amb aquest propòsit, abans que s'hagués acabat el tram Circumbaikal, es va establir un servei de ferri que enllaçava les dues costes del llac. Al vaixell trencaglaç Baikal se li van instal·lar tres vies paral·leles a la coberta perquè fes el servei transbordador dels trens. Un altre trencaglaç més petit Angarà, també transportava passatgers i mercaderies, però no trens. Durant el fred hivern del 1903/1904 quan els trencaglaços no eren prou forts per a trencar la gruixuda capa de gel, es va col·locar una via ferroviària temporal damunt del gel, i els vagons de tren eren estirats per animals de tir.

### Planificació del tram Circumbaikal

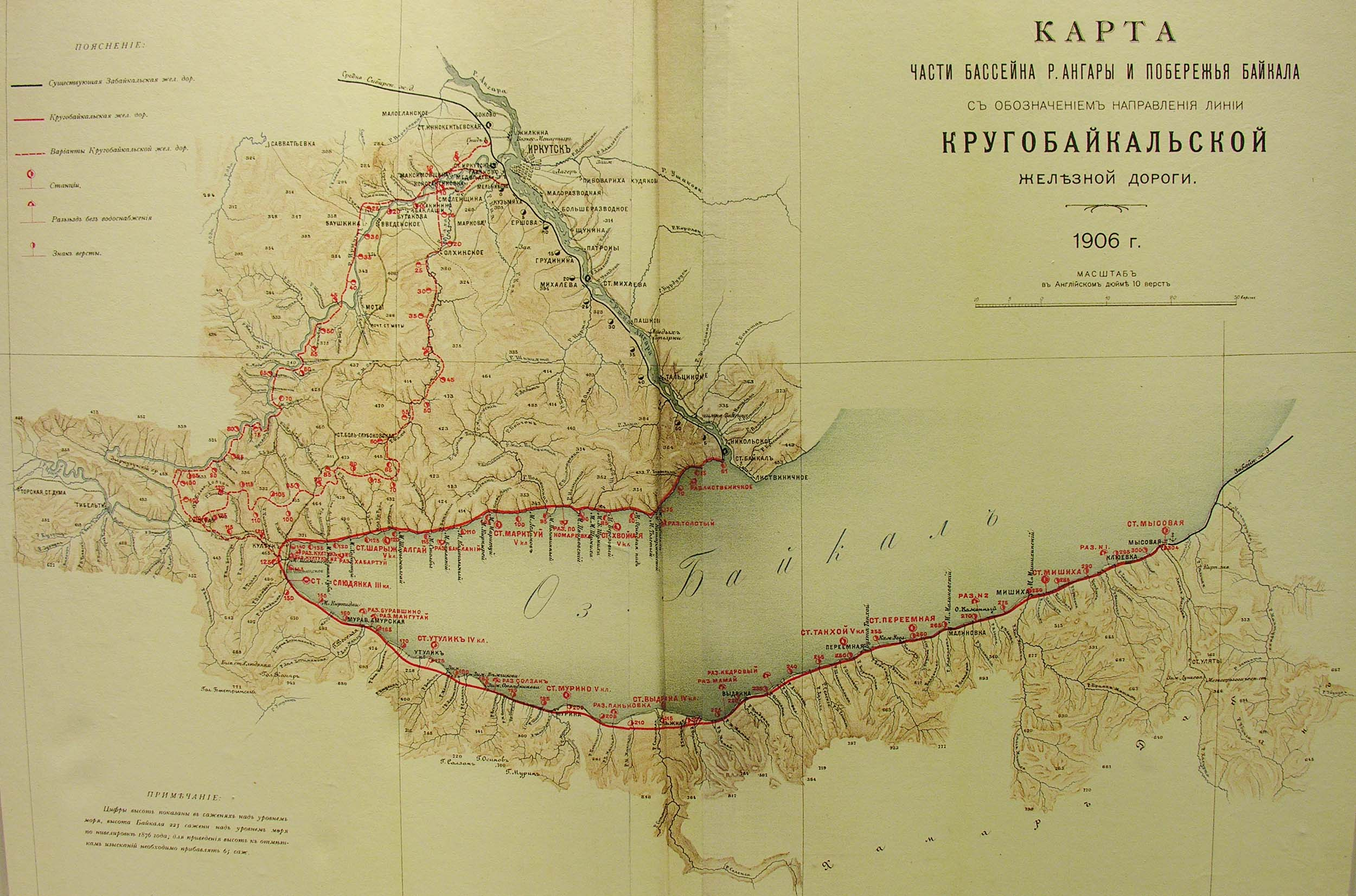
Mapa dels diferents traçats considerats

Mentrestant va continuar la planificació per a construir aquest petit buit del ferrocarril Transsiberià. La ruta de la meitat oriental, des de Missovaia a Kultuk (a la punta sud del llac) no portava gaire dificultat perquè la costa sud del llac era força plana. La complexitat s'esperava a la meitat occidental, per a connectar Irkutsk i Kultuk. El grup d'experts sota la direcció del professor Ivan Vassilievitx Muixketov van estudiar quatre opcions de traçat:
1. Des d'Irkutsk al llarg de la riba esquerra del riu Irkut i després travessant una petita cresta muntanyosa fins a Kultuk
2. Des d'Irkutsk a través de les valls dels rius Olkha i Krutaia Guba i llavors al llarg de la costa del Baikal fins a Kultuk
3. Des de Port Baikal a Kultuk al llarg de tota la costa del llac
4. Des de Belektui (una estació del Transsiberià a l'oest de Irkutsk) a través de les muntanyes Tunka fins a Kultuk

Els comitès d'enginyers van fer diferents estudis entre 1899 i 1900 on es van descartar les opcions segona i quarta. La decisió final va ser la tercera, és a dir, construir la línia al llarg de la costa del llac. Malgrat la dificultat del terreny rocós amb pendents sobtats, i alçades de 270 a 400 metres damunt de l'aigua, els càlculs deien que era l'opció més econòmica. El cost de construcció previst era d'uns 52 milions de rubles.

### Construcció del tram Circumbaikal

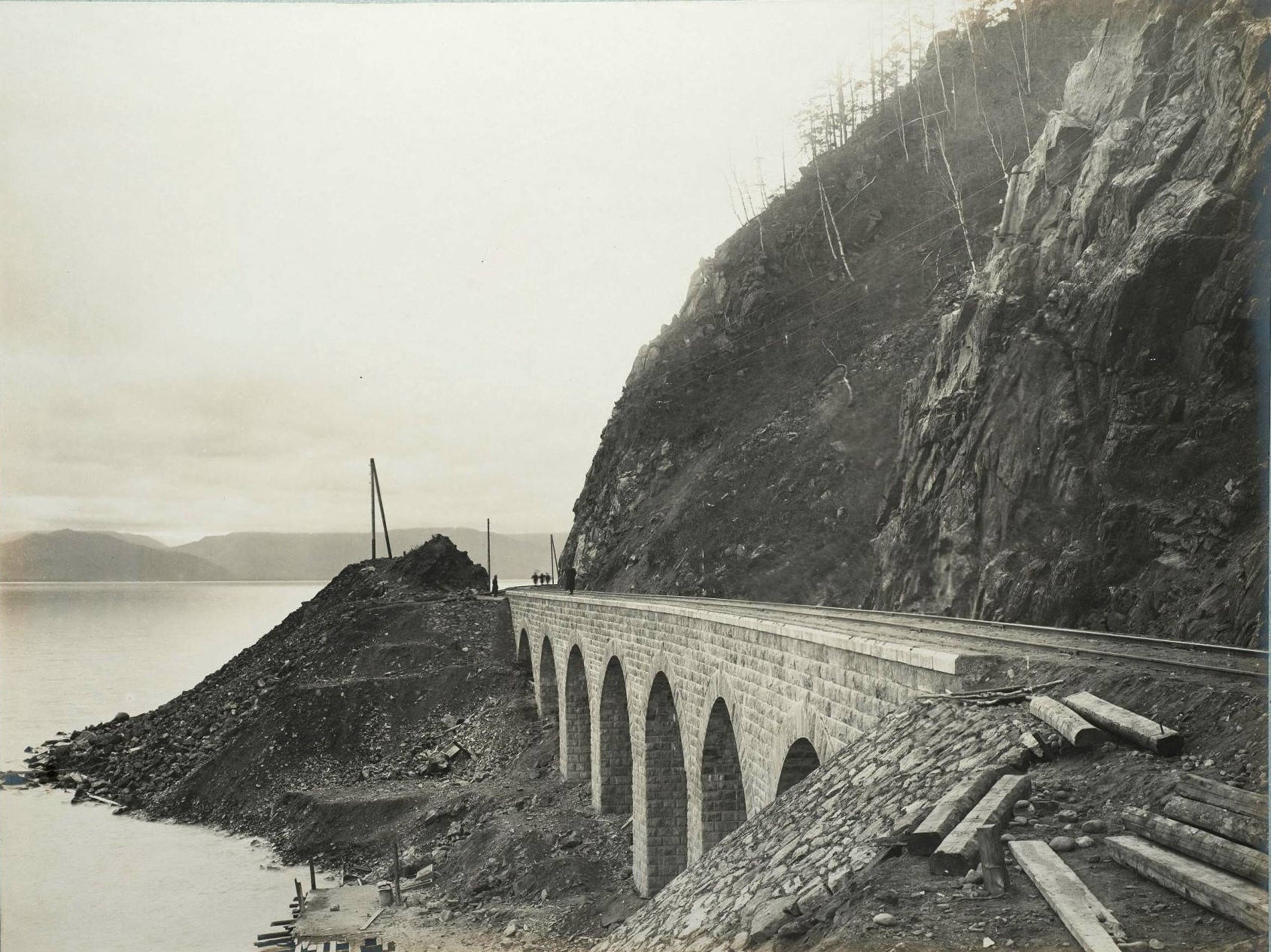
Treballs de construcció entre 1902 i 1904

La construcció del tren a la costa del Baikal ja va començar a finals del 1899. Inicialment es va fer el tram Missovaia-Tankhoi, i partir de 1901 el tram de Tankhoi a Sliudianka. En la construcció d'aquests dos trams hi van participar presos i treballadors forçats de la kàtorga de la presó Aleksandrovski.
Els treballs del tram més complex, de Sliudianka a Port Baikal, van començar la primavera de 1902, amb l'objectiu d'acabar el 1905. Pel terreny escarpat de la costa tots els materials s'hi transportaven des de l'aigua, en barca a l'estiu i en carros i animals a l'hivern. La major part de la ruta havia de passar en túnels o plataformes artificials a la roca. Cada quilòmetre de la via requeria l'ús aproximat d'un vagó d'explosius. La construcció de la pròpia via havia de ser més resistent, amb materials més pesants i augmentant el nombre de travesseres. També fou necessari reduir el radi mínim dels revolts. Aquestes restriccions tècniques van fer que la capacitat prevista del tram fos de 14 parells de trens al dia.
L'esclat de la Guerra Russojaponesa de 1904 va accelerar la construcció del tren. De 1901 a 1902 hi havia uns nou mil treballadors, mentre que al 1903-1904 el nombre va augmentar a més de tretze mil. Tot l'esforç es va concentrar en la construcció de la via i no es va treballar en estacions ni poblacions al seu camí. Els trens de prova van començar a circular a la tardor del 1904 i al cap d'un any la línia va començar a operar permanentment. La longitud final de Port Baikal a Missovaia va ser de 260 km. El cost de cada quilometre d'aquest tram havia estat d'uns 130.000 rubles (en comparació als 93.000 de les altres seccions del Transsiberià).

### Època operativa

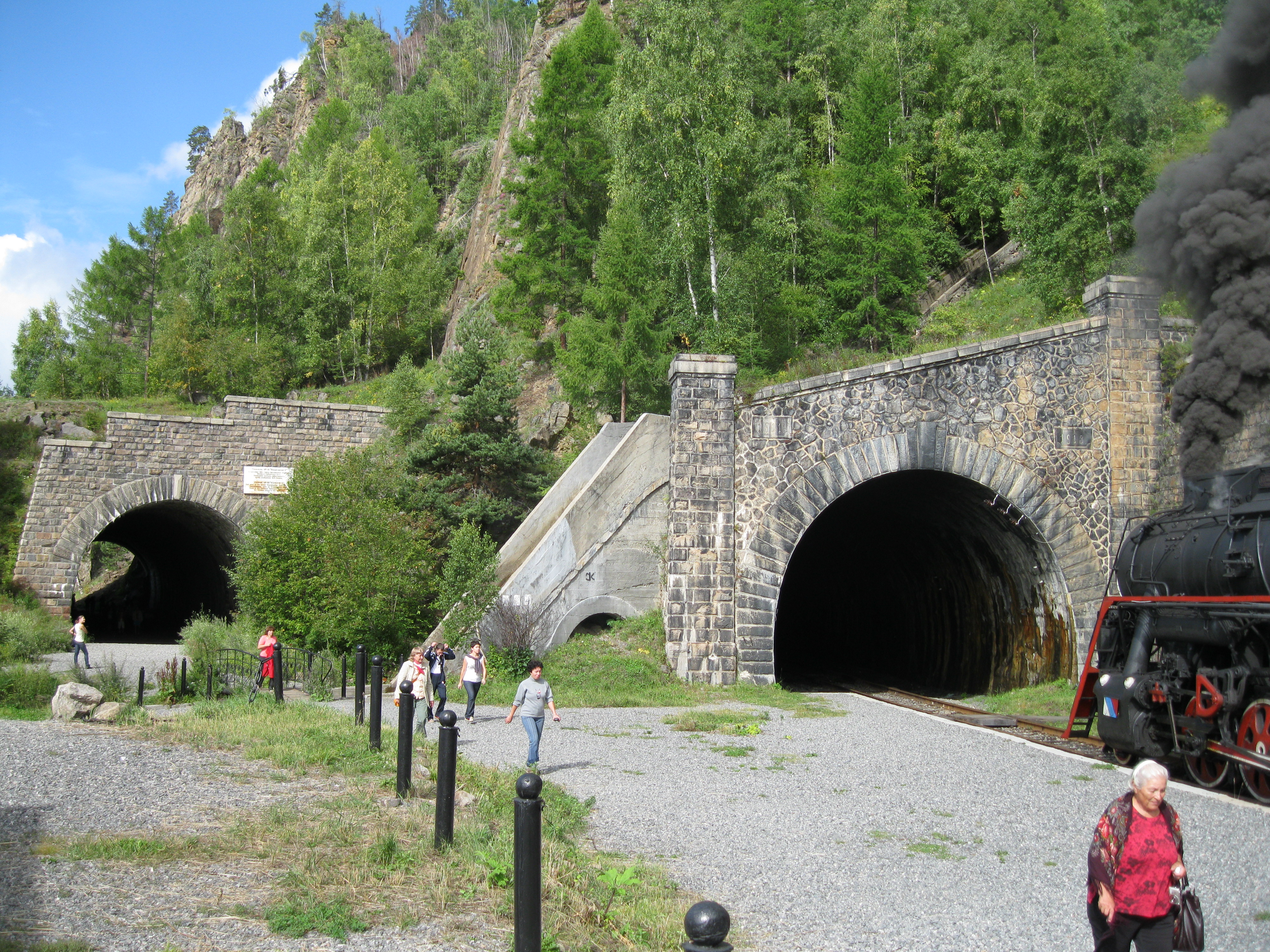
Túnels número 18 (en desús des de finals del 1914) i 18 bis

Quan el tram Circumbaikal va començar les seves operacions, va suposar la unió del Transsiberià a ambdós costats del llac, i va començar el transport de passatgers i mercaderies. Com que inicialment es va construir en via única, de 1911 a 1914 es va dur a terme la construcció de la segona via, que va incrementar la capacitat a 48 parells de trens al dia. En aquesta època constructiva també es va dedicar atenció considerable a la construcció de estacions i poblacions al llarg de la línia. Al tram de Port Baikal a Sliudianka s'hi van establir deu parades. També es van prendre mesures per a millorar la seguretat del trànsit i buscar una millor protecció contra les freqüents esllavissades.
Durant la Revolució Russa de 1917 i la subsegüent guerra civil, el ferrocarril Circumbaikal va ser l'escena d'intensos combats i com a resultat hi han quedat diverses fosses comunes. Quan l'Exèrcit Roig fugia retirant-se de la Legió Txeca, va fer explotar el túnel de Kirkidaiski (el número 39 des de Sliudianka cap a Missovaia). Fins que no es va poder restaurar el túnel es va haver d'interrompre l'operació de la línia durant una vintena de dies.
En les dècades dels 1930, 1940 i 1950, es van seguir desenvolupant les poblacions al voltant de la via.

### Redisseny
A 1940 es va obrir un estudi exhaustiu d'exploració per a decidir com millorar la línia i assegurar la seguretat del trànsit davant del perill recurrent de les esllavissades i les colades de fang. La feina es va allargar, per la Segona Guerra Mundial, fins a 1947. El grup encarregat de l'estudi va arribar a una conclusió sorprenent: A causa de l'enorme cost que comportaven, va proposar abandonar els treballs de millora de la línia Circumbaikal. En comptes d'això es va proposar construir una línia ferroviària nova directa entre Irkutsk i Sliudianka a través de les muntanyes, i convertir-la en una línia electrificada de doble via. En certa manera, es va recuperar la proposta número dos dels estudis originals de 1899. La construcció d'aquest nou tram va durar de 1947 a 1949, i un cop enllestit va escurçar notablement la distància entre Irkutsk i Sludianka, en comparació amb la branca Circumbaikal. Per tant, va passar a ser la ruta principal dels trens transsiberians.
El 1950 va començar la construcció de la Central Hidroelèctrica d'Irkutsk, amb una important represa al riu Angarà. Per a fer lloc al corresponent embassament va ser necessari retirar el tram del tren Circumbaikal que anava d'Irkutsk a Port Baikal al llarg de l'antiga riba de l'Angarà. En conseqüència, al final, només va quedar una branca sense sortida del tren Circumbaikal, precisament la que circulava al llarg de la costa del llac des de Sliudianka a Kultuk, Maritui, i Port Baikal. La via va perdre la seva importància estratègica, es va reduir dràsticament el nombre de trens, i es va retirar la seguretat de túnels i ponts. Les poblacions del seu recorregut es van anar deteriorant gradualment. A la dècada del 1980, es va proposar eliminar-la completament o substituir-la per una carretera, però no es va acabar duent a terme.

## Situació actual

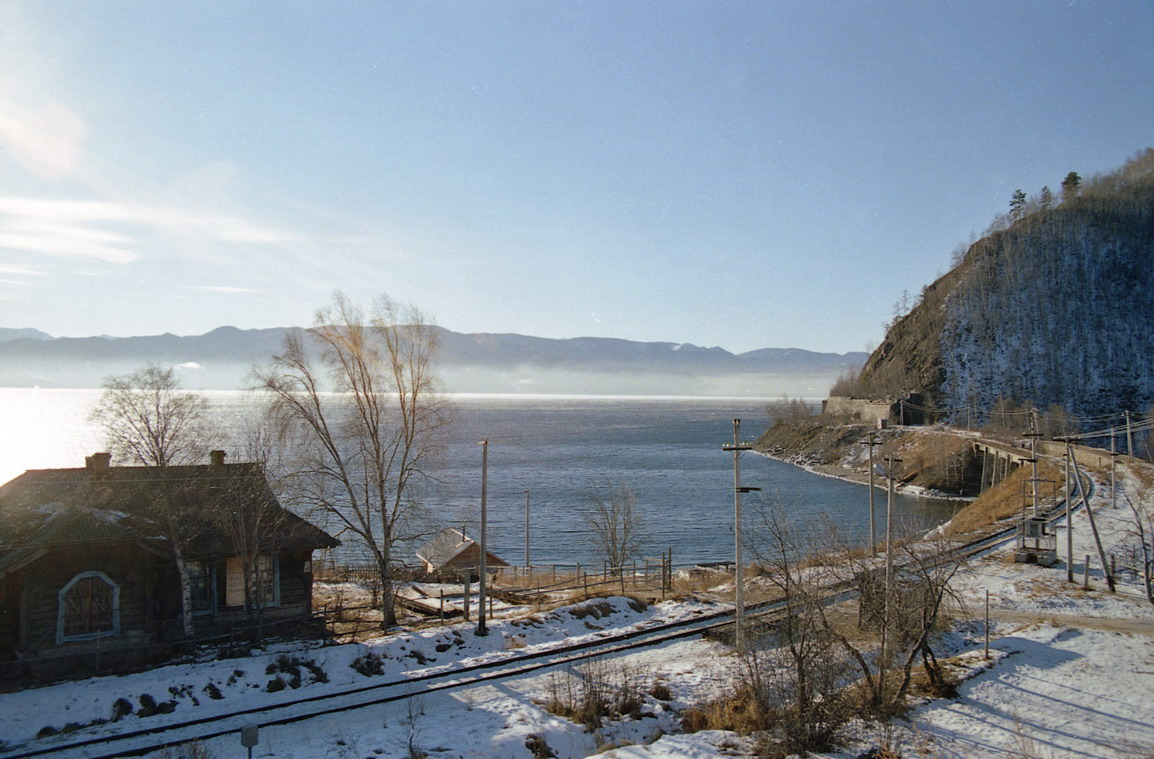
El ferrocarril Circumbaikal a l'hivern

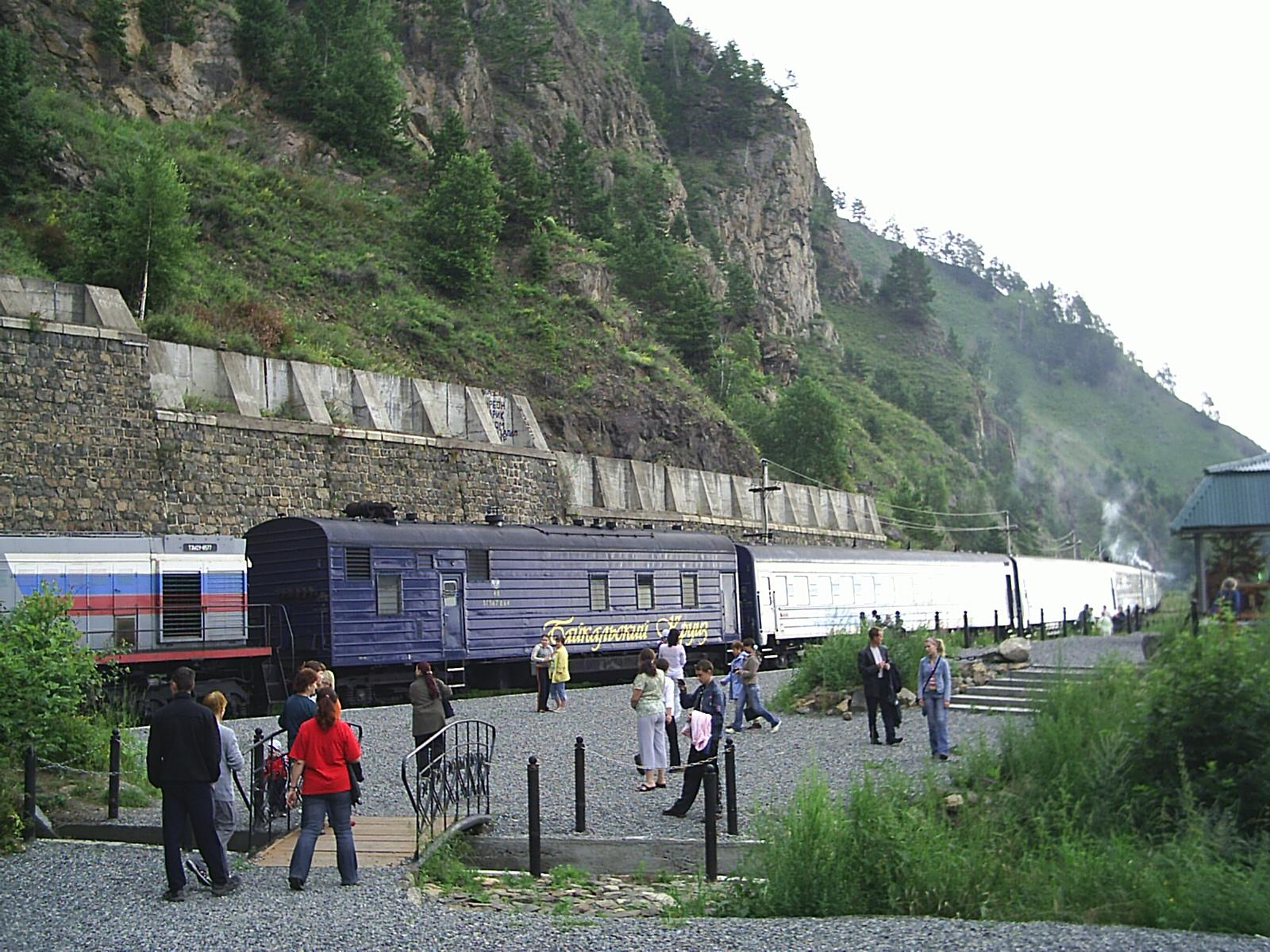
Tren turístic "Baikal cruise" a Kirkirei

Actualment, el ferrocarril Circumbaikal és el nom de la branca de 89 km que cobreix la ruta Sliudianka - Port Baikal. Hi ha quatre estacions en funcionament: Kultuk, Maritui, Ulanovo i Port Baikal. Conté 38 túnels amb una llargada total de 9063 m. El més llarg, a través del cap Polovinni, té 777,5 m. També hi ha 15 galeries de pedra amb una longitud total de 295 m, 3 galeries de ferro, 248 ponts i viaductes i 268 murs de contenció. Els túnels i les galeries del Circumbaikal es van construir de manera atípica i majoritàriament no s'han tornat a reconstruir, i conserven el pla inicial dels enginyers de principis del segle xx. Normalment, hi passa un tren diari que triga quatre hores i quaranta minuts a recórrer el trajecte de Sliudianka a Port Baikal. Aquest tren suposa el principal sistema de transport de passatgers i mercaderies a les poblacions de la zona. A més, periòdicament hi passen trens turístics com ara locomotores de vapor i fins i tot vagonetes.
El 1982 el consell regional d'Irkutsk va declarar la línia un interès arquitectònic i paisatgístic. Des de llavors i sobretot a la dècada dels 1990, es van començar a prendre mesures per millorar la via i per a incorporar-hi el potencial turístic. El 2005 es va celebrar el centè aniversari. Per aquest motiu es van reconstruir les estacions de Sliudianka i de Port Baikal, i es va obrir una exposició dedicada al tren Circumbaikal en aquesta última.

### Estacions i parades

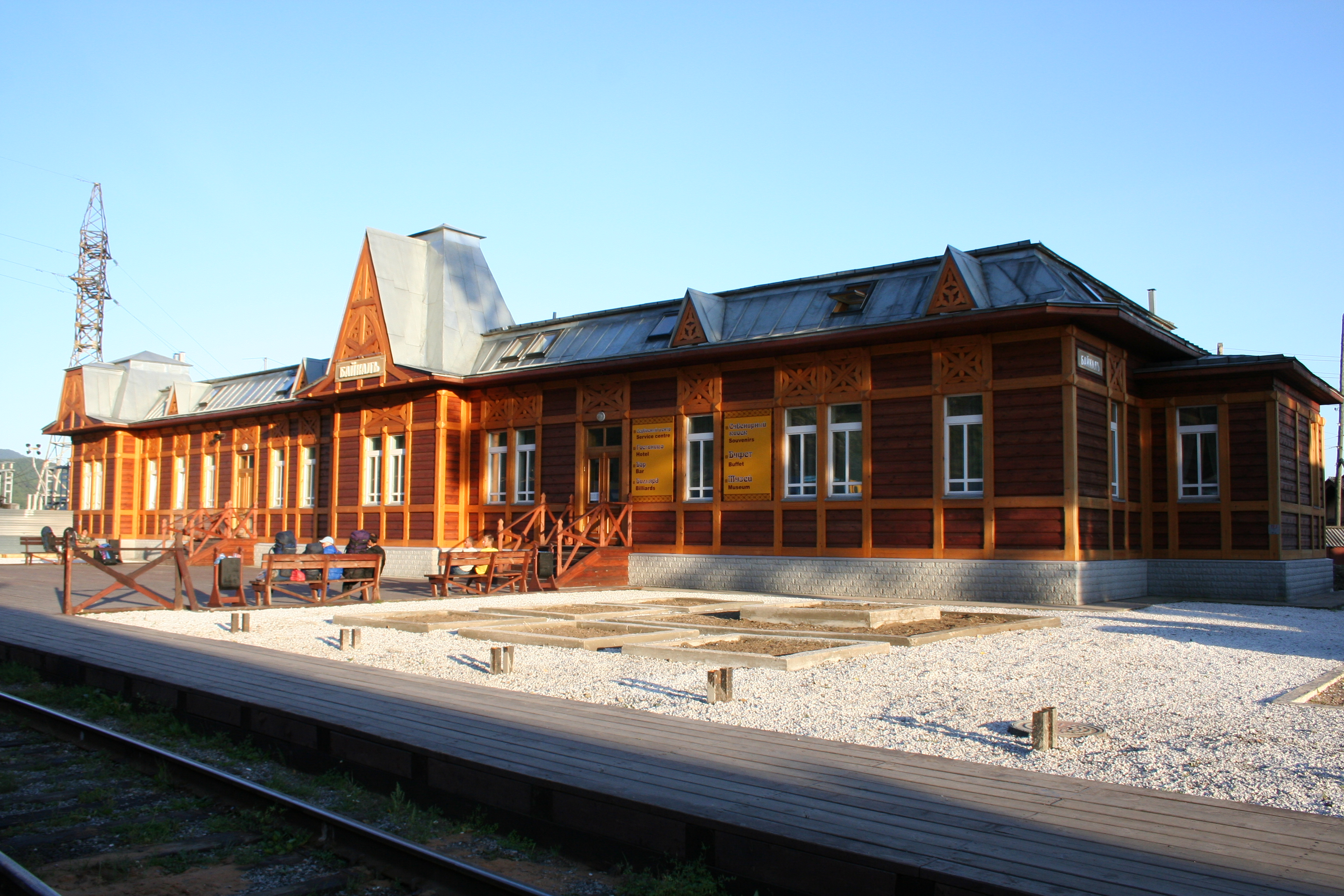
La nova estació de Port Baikal

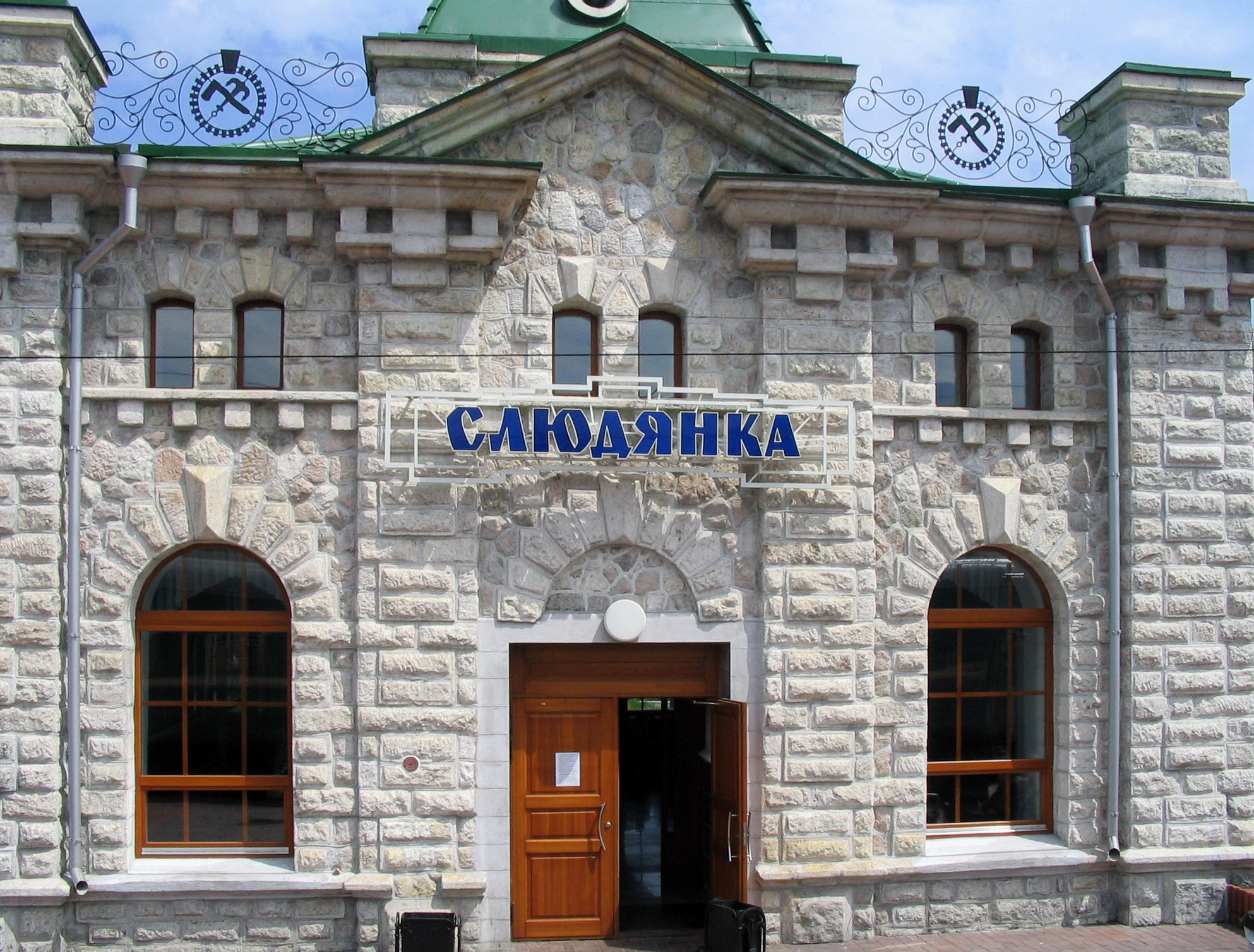
Estació de Sliudianka

El quilometratge de la línia Circumbaikal moderna se segueix mesurant des de l'estació d'Irkutsk. Per tant, l'inici a Port Baikal es correspon amb el quilòmetre 72, i el final a Sliudianka amb el 161.
| Quilometratge | Tipus                   | Localització                            |
| ------------- | ----------------------- | --------------------------------------- |
| 161           | Estació de Sliudianka 2 | Sliudianka                              |
| 159           | parada                  | Kultuk                                  |
| 156           | Estació de Kultuk       | Kultuk                                  |
| 154           | parada                  |                                         |
| 149           | parada                  | Angasolski                              |
| 139           | parada                  | Xarijalgai                              |
| 138           | Parada de Xarijalgai    | Societat Esportiva Voluntària Lokomotiv |
| 137           | parada                  |                                         |
| 134           | parada                  |                                         |
| 129           | parada                  | Baklan                                  |
| 120           | parada                  | Maritui                                 |
| 119           | Estació de Maritui      |                                         |
| 110           | parada                  | Polovini                                |
| 107           | parada                  | Ponomareva                              |
| 106           | parada                  | Ivanovka                                |
| 102           | parada                  | Xumikha                                 |
| 98            | Estació d'Ulanovo       | Centre turístic Khvoini                 |
| 80            | parada                  | Centre turístic "Retro"                 |
| 80            | parada                  | Centre turístic "Clau d'argent"         |
| 74            | parada                  | Port Baikal                             |
| 72            | Estació de Port Baikal  | Port Baikal                             |